# 26 East, Volume 2
26 East, Volume 2 is een studioalbum van Dennis DeYoung.

## Inleiding
Het album werd al aangekondigd tijdens de uitgave van 26 East, Volume 1. Het was toen ook al bekend dat dit vermoedelijk het laatste album van DeYoung zou zijn/worden. Opnamen vonden verspreid plaat over zes geluidsstudio's, waarbij een hele ris aan muzikanten voorbij kwam. Het album laat voornamelijk muziek horen die niet veel verschilt van die van Styx, dat overigens in dezelfde tijd kwam met Crash of the crown. 
De afbeelding op de achterzijde van het album verwijst naar de voorpaginafoto van Abbey Road van The Beatles. The Beatles steken daar een zebrapad over; Dennis DeYoung rijdt eroverheen met op het kenteken Goodbye.

## Musici
- Dennis DeYoung – toetsinstrumenten

Met
- gitaar: Jim Peterik, Mike Aquino, August Zadrea, Jim Leahy, Tom Morello (Last guitar hero)
- basgitaar: Jim Peterik, Jim Majors, Dennis DeYoung (synthbas)
- drumstel: Mike Morales, Ed Breckenfeld, Matthew DeYoung (leerling van John Panozzo), Khari Parker
- blazers: Tim Bales, Steve Eisen Henry Delgado
- accordeon: Mr. Tacit
- achtergrondzang: Jim Peterik, August Zadra, Kevin Chalfant, Suzabnne DeYoung (echtgenote), Tito Gobi, Criag Carter, Mike Morales en Dennis DeYoung, die zijn stem erg vindt lijken op die van een succesvolle rockband uit de jaren 70 en 80.
- Michael Manson Gospel Group (Your saving grace)

## Muziek
| Nr. | Titel                                      | Duur |
| --- | ------------------------------------------ | ---- |
| 1.  | Hello Goodbye (DeYoung)                    | 4:26 |
| 2.  | Land of the living (DeYoung, Peterik)      | 3:44 |
| 3.  | The last guitar hero (DeYoung, Peterik)    | 4:46 |
| 4.  | Your saving grace (DeYoung)                | 3:36 |
| 5.  | Proof of heaven (DeYoung, Peterik)         | 5:27 |
| 6.  | Made for each other (DeYoung)              | 4:03 |
| 7.  | There’s no turning back (DeYoung, Peterik) | 4:47 |
| 8.  | St. Quarantine (DeYoung)                   | 5:00 |
| 9.  | Little did we know (DeYoung)               | 4:17 |
| 10. | Always time (DeYoung)                      | 4:06 |
| 11. | The Isle of Misanthrope (DeYoung)          | 6:07 |
| 12. | Grand finale (DeYoung)                     | 1:58 |

Menno von Brucken Fock vond in het album een aantal verwijzingen: Hello Goodbye is een eerbetoon aan The Beatles met citaten uit hun titels waaronder Hello, Goodbye (zoals ook in Titles van Barclay James Harvest), Always Time is Pink Floydachtig, There’s no turning back een hint aan Tommy Shaw. St Quarantine (samenstelling quarantaine en St. Quentin) verwijst naar de coronapandemie. Ten slotte haalt DeYoung Grand Illusion aan in Grand finale (in het eind zijn we allemaal gelijk, rockster of niet).